# Apatema
Apatema é um gênero de traça pertencente à família Agonoxenidae.